# Krasni (Kurgáninsk)
Krasni (del ruso: Красный), es un posiólok del raión de Kurgáninsk del krai de Krasnodar, en Rusia. Está situado en las llanuras de Kubán-Priazov, 16 km al norte de Kurgáninsk y 121 km al este de Krasnodar. Tenía 158 habitantes en 2010
Pertenece al municipio Mijáilovskoye.